# Sid All Singles Best
Sid All Singles Best (estilizado em maiúsculas) é um álbum de compilação da banda japonesa SID, lançado em 13 de janeiro de 2016. O álbum compila todos os 28 singles da banda até então, com uma canção inédita de bônus: "Yumegokochi".

## Promoção e lançamento
Em 11 de dezembro de 2015, a arte de capa e imagem dos membros foram revelados.
No dia do lançamento, 13 de janeiro, um programa especial com a banda foi exibido no Nico Nico Douga em promoção ao lançamento de Sid All Singles Best. Foi lançado em três edições: a regular e duas limitadas. A regular contém apenas os dois discos em CDs de som com as 28 faixas. As edições limitadas contém discos extras em Blu-ray além dos dois CDs, que apresentam gravações da primeira apresentação da banda no Nippon Budokan em 2008. A edição limitada B contém as gravações das faixas "Smile", "Junkan" e "Alibi" em seu disco extra. A edição limitada A acompanha dois discos Blu-ray, um com todos os 28 respectivos videoclipes, e o outro com três videoclipes distintos da edição B, sendo eles de "Mousou Nikki", "Monochrome no Kiss" e "Akagami Shaffō". Um encarte especial também faz parte desta edição.

## Recepção
Alcançou a sexta posição na Oricon Albums Chart, ficando na parada por sete semanas. Na parada da Tower Records de álbuns de pop e rock japoneses, estreou em quinto lugar.
CD Journal descreveu que conforme o álbum avança, as canções vão ficando mais pop ou variadas. O website descreveu a faixa inédita "Yumegokochi" como uma "grande canção de amor de balada triste", elogiando os instrumentos de cordas.

## Faixas
| Disco 1 |                                       |         |  |
| N.º     | Título                                | Duração |  |
| 1.      | "Sweet?"                              | 4:15    |  |
| 2.      | "Hosoi Koe" (ホソイコエ)              | 5:08    |  |
| 3.      | "Chapter 1"                           | 4:39    |  |
| 4.      | "Otegami" (御手紙)                    | 3:48    |  |
| 5.      | "Smile"                               | 3:04    |  |
| 6.      | "Natsukoi" (夏恋)                     | 4:28    |  |
| 7.      | "Mitsuyubi" (蜜指～ミツユビ～)        | 3:22    |  |
| 8.      | "Namida no Ondo" (涙の温度)           | 5:24    |  |
| 9.      | "Monochrome no Kiss" (モノクロのキス) | 4:00    |  |
| 10.     | "2°C Me no Kanojo" (2℃目の彼女)       | 4:12    |  |
| 11.     | "Uso" (嘘)                            | 3:25    |  |
| 12.     | "One way"                             | 3:31    |  |
| 13.     | "Sleep"                               | 4:40    |  |
| 14.     | "Rain" (レイン)                       | 4:14    |  |

| Disco 2 |                                    |         |  |
| N.º     | Título                             | Duração |  |
| 1.      | "Cosmetic"                         | 3:22    |  |
| 2.      | "Ranbu no Melody" (乱舞のメロディ) | 3:52    |  |
| 3.      | "Itsuka" (いつか)                  | 4:50    |  |
| 4.      | "Fuyu no Bench" (冬のベンチ)       | 5:03    |  |
| 5.      | "Nokoriga" (残り香)                | 5:10    |  |
| 6.      | "S"                                | 3:26    |  |
| 7.      | "V.I.P"                            | 3:13    |  |
| 8.      | "Koi ni Ochite" (恋におちて)       | 4:09    |  |
| 9.      | "Summer Lover" (サマラバ)          | 4:11    |  |
| 10.     | "Anniversary"                      | 4:10    |  |
| 11.     | "hug"                              | 4:48    |  |
| 12.     | "Enamel"                           | 3:35    |  |
| 13.     | "White tree"                       | 5:28    |  |
| 14.     | "Hyoryu" (漂流)                    | 4:31    |  |
| 15.     | "Yumegokochi" (夢心地)             | 4:56    |  |

## Créditos
- Mao – vocal
- Shinji – guitarra
- Aki – baixo
- Yūya – bateria